# Театър на нациите (Москва)
Театърът на нациите е московски театър и федерална държавна културна институция на Руската федерация. Намира се в бившата сграда на театър „Корш“ на адрес  Петровски переулок № 3 (Централен административен район). Негов художествен ръководител от 2006 г. е Евгений Миронов, народен артист на Руската федерация. Към институцията няма постоянна трупа, както е в много други руски театри; залата за представления приема артисти, които се събират за представление или фестивал. Театърът е основан по инициатива на Съюза на театралните дейци на РСФСР и представители на театрите на съюзните републики в СССР.

## История
През 1885 г. на мястото на сегашния Театър на нациите е основан Руският драматичен театър, по-известен като Театър „Корш“. През 1932 г. той става филиал на Московския академичен художествен театър „Максим Горки“. През 1987 г. там е открит нов театър, Театър „Дружба на народите“. Създаден да обедини театралното пространство на все още Съветския съюз, той е предназначен да приема трупи от други съветски републики, както и да организира техните турнета в страната. През 1991 г. е преименуван на Държавен театър на нациите.
През 2009 г. при археологически разкопки в сградата на театъра са открити златни монети, датиращи от времето на цар Василий Шуйски.